# Opticsvalley
Vous pouvez aider à l'améliorer ou bien discuter des problèmes sur sa page de discussion.
- Il ne cite pas suffisamment ses sources. Vous pouvez indiquer les passages à sourcer avec {{référence nécessaire}} ou {{Référence souhaitée}}, et inclure les références utiles en les liant aux notes de bas de page. (Marqué depuis février 2025)
- Il est à actualiser. Certains passages sont obsolètes ou annoncent des événements désormais passés. (Marqué depuis février 2025)

- Archive Wikiwix
- Bing
- Cairn
- DuckDuckGo
- E. Universalis
- Gallica
- Google
- G. Books
- G. News
- G. Scholar
- Persée
- Qwant
- (zh) Baidu
- (ru) Yandex
- (wd) trouver des œuvres sur Wikidata

Opticsvalley est une association loi de 1901 réunissant un cluster d'entreprises de la filière de l'optique dans la région Île-de-France, dans le but de contribuer au développement économique de la filière et des emplois du secteur. À partir de fin 2015 OpticsValley accompagne le développement de l'Internet des Objets ( IoT ) comme membre actif de la FrenchTech grâce à plusieurs projets européens.

## Historique
L'association a été fondée en 1999 par la réunion de plusieurs membres d'entreprises de l'optique.
De 1999 à 2004, Jean Jerphagnon a été le président de l'association. Elle est soutenue financièrement à partir de 2001 par la région Île-de-France et L'Union Européenne[réf. nécessaire].
De 2004 à 2007, Dominique Vernay a suscité la création du pôle de compétitivité  dédié aux technologies de l’information et de la communication, Systematic Paris-Region.[réf. nécessaire] La mise en place d'un grand laboratoire consacré aux semi-conducteurs a aussi été établi sous l'égide de l'association, mettant en place un partenariat entre Thales et Alcatel Lucent (devenu Nokia ) fin 2004.
L'association a vu son nombre d'adhérent progresser régulièrement : 107 en 2008, 171 en 2009, 188 en 2010, 207 en 2011, environ 220 en 2017.
En 2018, l'association fusionne avec l'entité Systematic Paris-Region. Elle existe aujourd'hui sous la forme du hub Optics & Photonics de la structure absorbante. 

## Actions
Aujourd’huiOpticsvalley a une mission qui se décline en trois axes :
- Fédérer la communauté des technologies optique, électronique et logicielle en Île-de-France : entreprises (petites, moyennes et grandes), établissements d’enseignement supérieur, laboratoires de recherche, et entités publiques et privées qui soutiennent l’innovation et le développement économique
- Accompagner les acteurs de l’innovation, notamment les Start-ups, PME, dans leur développement : stratégie, moyens de financement, ressources humaines, connaissance des marchés et emploi. Opticsvalley facilite les partenariats entre les différents acteurs du réseau
- Accroître la visibilité de marchés en expansion et de leurs acteurs et faciliter, sur ces marchés, l’émergence de coopérations
- Promouvoir l’innovation technologique et la diffusion de l’optique-photonique dans tout domaine d’application par le Prix Jean Jerphagnon : biotechnologies et santé, énergie et environnement, défense et sécurité, télécommunications fixes et mobiles, métrologie et instrumentation, etc. Ce prix sera attribué chaque année à un chercheur, un entrepreneur ou à un ingénieur qui proposera un projet innovant à grande valeur scientifique ou à fort potentiel industriel, comportant au moins un élément d’optique ou de photonique, et marquant une étape dans sa carrière[2].